# مطاردة الصحيفة (فلم)
مطاردة الصحيفة (بالإنجليزية: The Paper Chase) هو فيلم دراما تم إنتاجه في الولايات المتحدة وصدر في سنة 1973.

## الميزانية والإيرادات
حقق أرباحا تقدر بـ 3,600,000 دولار.

### ترشيحات وجوائز
| السنة | الحدث          | الفئة                  | النتيجة |
| ----- | -------------- | ---------------------- | ------- |
|       | جائزة الأوسكار | أفضل ممثل في دور مساعد | فوز     |

## وصلات خارجية
- مقالات تستعمل روابط فنية بلا صلة مع ويكي بيانات